# نیکولای مانوشین
نیکولای مانوشین (روسی: Николай Алексеевич Маношин؛ ۶ مارس ۱۹۳۸ – ۱۰ فوریهٔ ۲۰۲۲) بازیکن و مربی فوتبال اهل اتحاد جماهیر شوروی سوسیالیستی بود.
از باشگاه‌هایی که در آن بازی کرده‌است می‌توان به باشگاه فوتبال زسکا مسکو و باشگاه فوتبال تورپدو مسکو اشاره کرد.
وی همچنین در تیم ملی فوتبال شوروی بازی کرده‌است.